# Cucina albanese

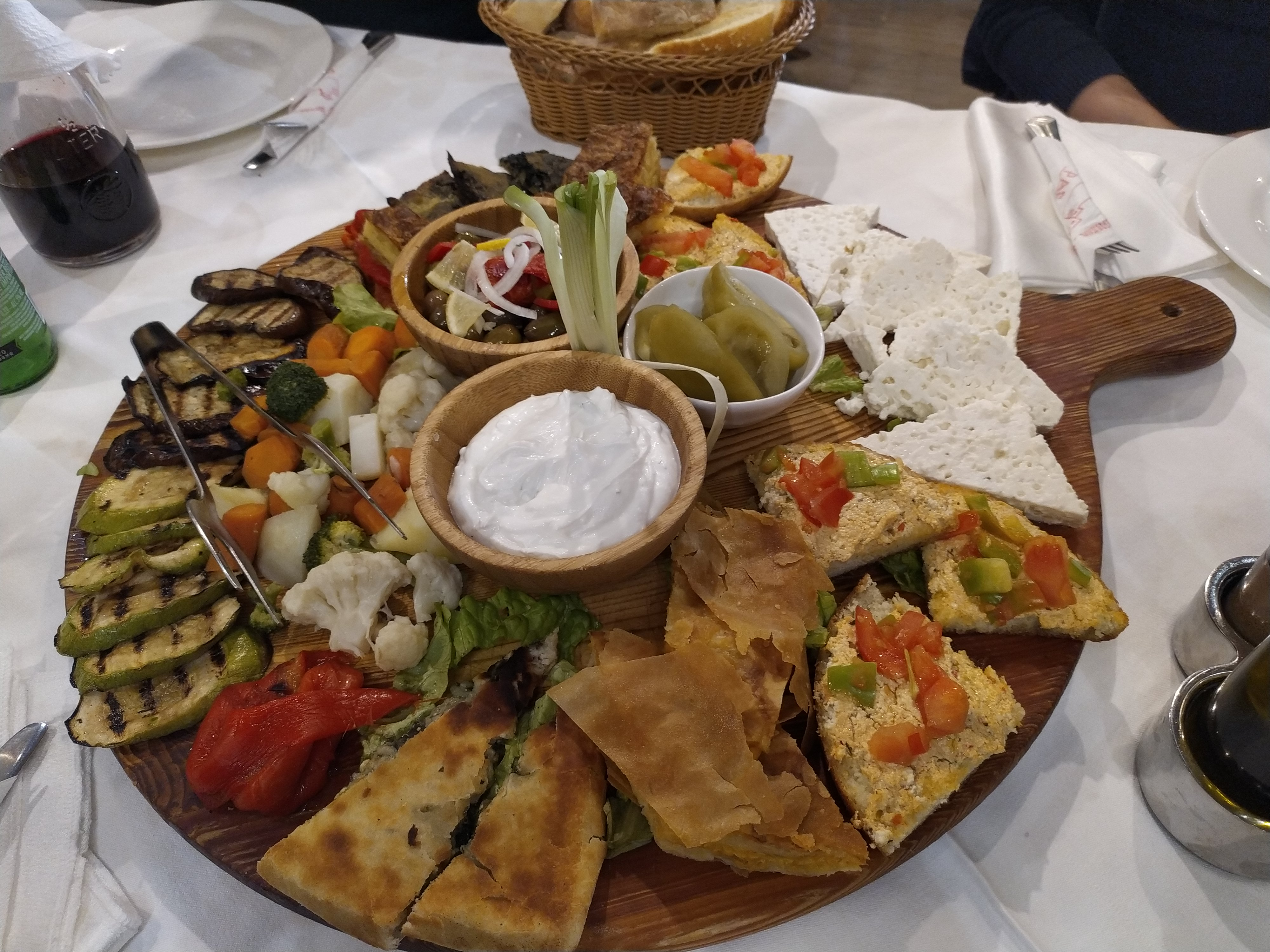
Assortimento di specialità albanesi

La cucina albanese è l'espressione dell'arte culinaria sviluppata in Albania, rappresentante della cucina mediterranee, basata sull'importanza dell'olio d'oliva, della frutta, della verdura, della carne e del pesce.  Le tradizioni culinarie del popolo albanese sono diverse in conseguenza dei fattori ambientali che sono soprattutto adatti alla coltivazione di quasi tutti i tipi di erbe, verdure e frutta.  L'olio d'oliva è il grasso vegetale più antico e comunemente usato nella cucina albanese, prodotto fin dall'antichità in tutto il paese, in particolare lungo le coste.
L'ospitalità è un'usanza fondamentale della società albanese e servire il cibo è parte integrante dell'accoglienza di ospiti e visitatori. Non è raro che i visitatori siano invitati a mangiare e bere con la gente del posto. Il codice d'onore albanese medievale, chiamato besa, ha portato a prendersi cura di ospiti e sconosciuti come un atto di riconoscimento e gratitudine.
La cucina albanese può essere suddivisa in tre principali cucine regionali.
La cucina della regione settentrionale ha un'origine rurale, costiera e montuosa. Carne, pesce e verdure sono al centro della cucina settentrionale. Le persone lì usano molti tipi di ingredienti, che di solito crescono nella regione tra cui patate, carote, mais, fagioli, cavoli ma anche ciliegie, noci e mandorle. Anche le cipolle sono componenti importanti della cucina locale e aggiunti a quasi tutti i piatti.
La cucina della regione centrale è rurale, montagnosa e costiera. La regione centrale è la più ricca di vegetazione, biodiversità e specialità culinarie. Ha caratteristiche mediterranee per la sua vicinanza al mare, che è ricco di pesci. I piatti qui includono diverse specialità di carne e dessert di ogni tipo.
Nel sud, la cucina è composta da due componenti: i prodotti rurali del campo tra cui latticini, agrumi e olio d'oliva, e prodotti costieri, come frutti di mare. Tale regione è particolarmente favorevole all'allevamento di animali, poiché i pascoli e le risorse alimentari sono abbondanti.
Le cipolle sono probabilmente l'ingrediente più utilizzato nel paese. L'Albania è al quarto posto nel mondo in termini di consumo pro capite di cipolla.

## Caratteristiche

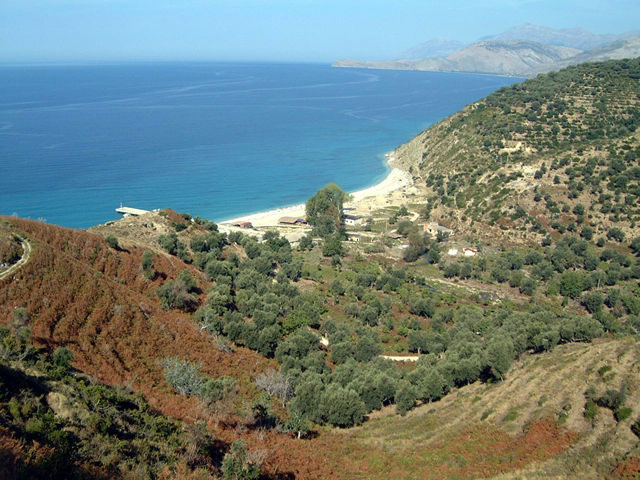
Gli agrumi sono principalmente coltivati nel sud dell'Albania.

La posizione strategica dell'Albania nella penisola balcanica occidentale, nelle immediate vicinanze del Mar Mediterraneo, ha una grande influenza sulla cucina albanese. Molti alimenti comuni nel bacino del Mediterraneo, come olive, grano, ceci, latticini, pesce, frutta e verdura, sono importanti nella tradizione culinaria albanese. L'Albania ha un clima decisamente mediterraneo. In tutto il territorio del paese, esiste una vasta gamma di microclimi dovuti a diversi tipi di suolo e topografia che consentono di coltivare una varietà di prodotti. Agrumi come arance e limoni, fichi e olive prosperano nel paese.

## Colazione

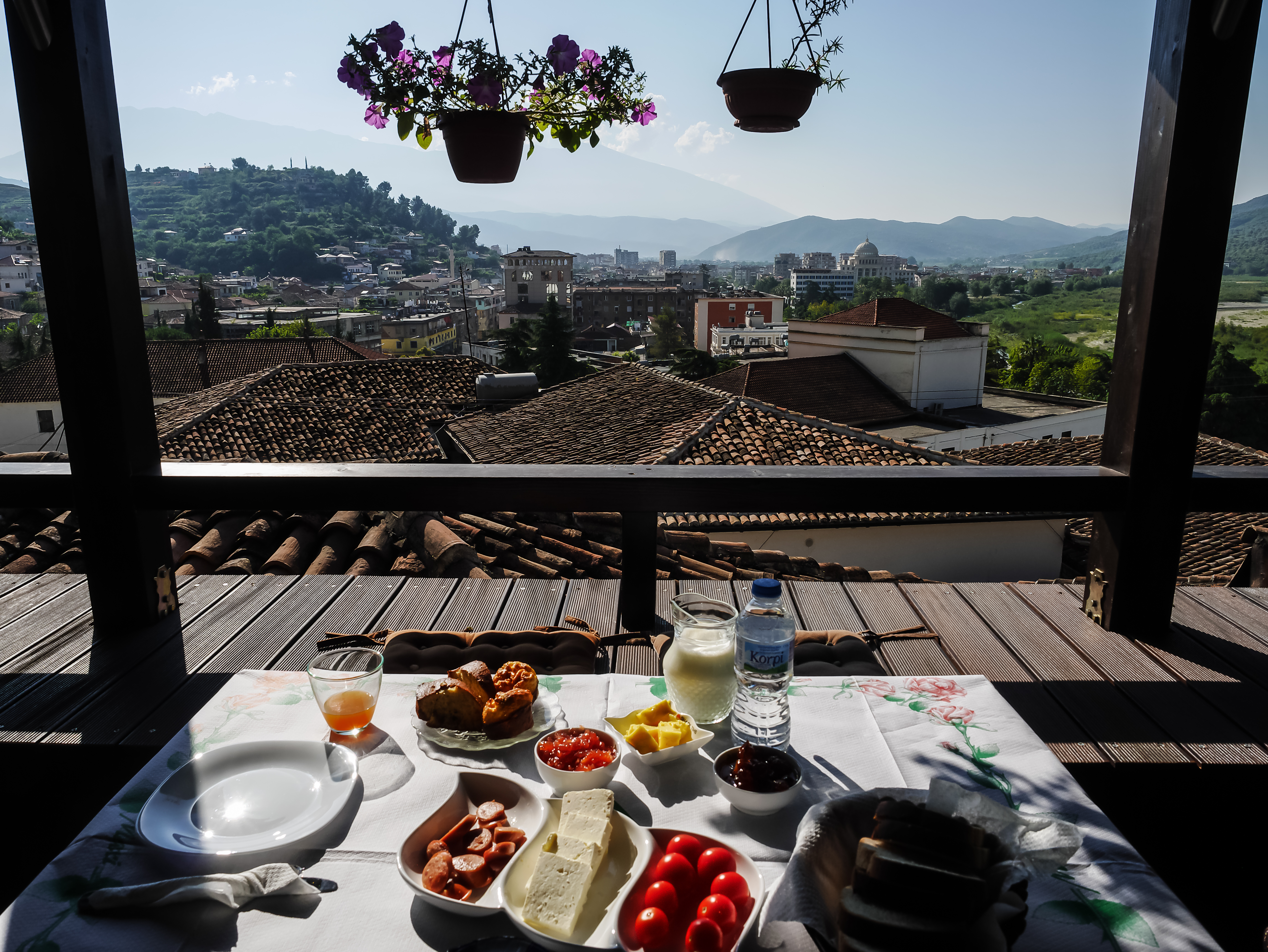
Tipica colazione albanese nella città di Berat.

Ogni regione ha la sua colazione tipica. La colazione consiste spesso in un pasto leggero. Il pane fresco viene spesso consumato e servito con burro, formaggio, marmellata e yogurt, accompagnato da olive, caffè, latte, tè o raki. È comune avere solo frutta o una fetta di pane e una tazza di caffè o tè per colazione. Il caffè e il tè vengono gustati sia nelle case che nei numerosi bar presenti nelle città di tutto il paese.

## Gli antipasti

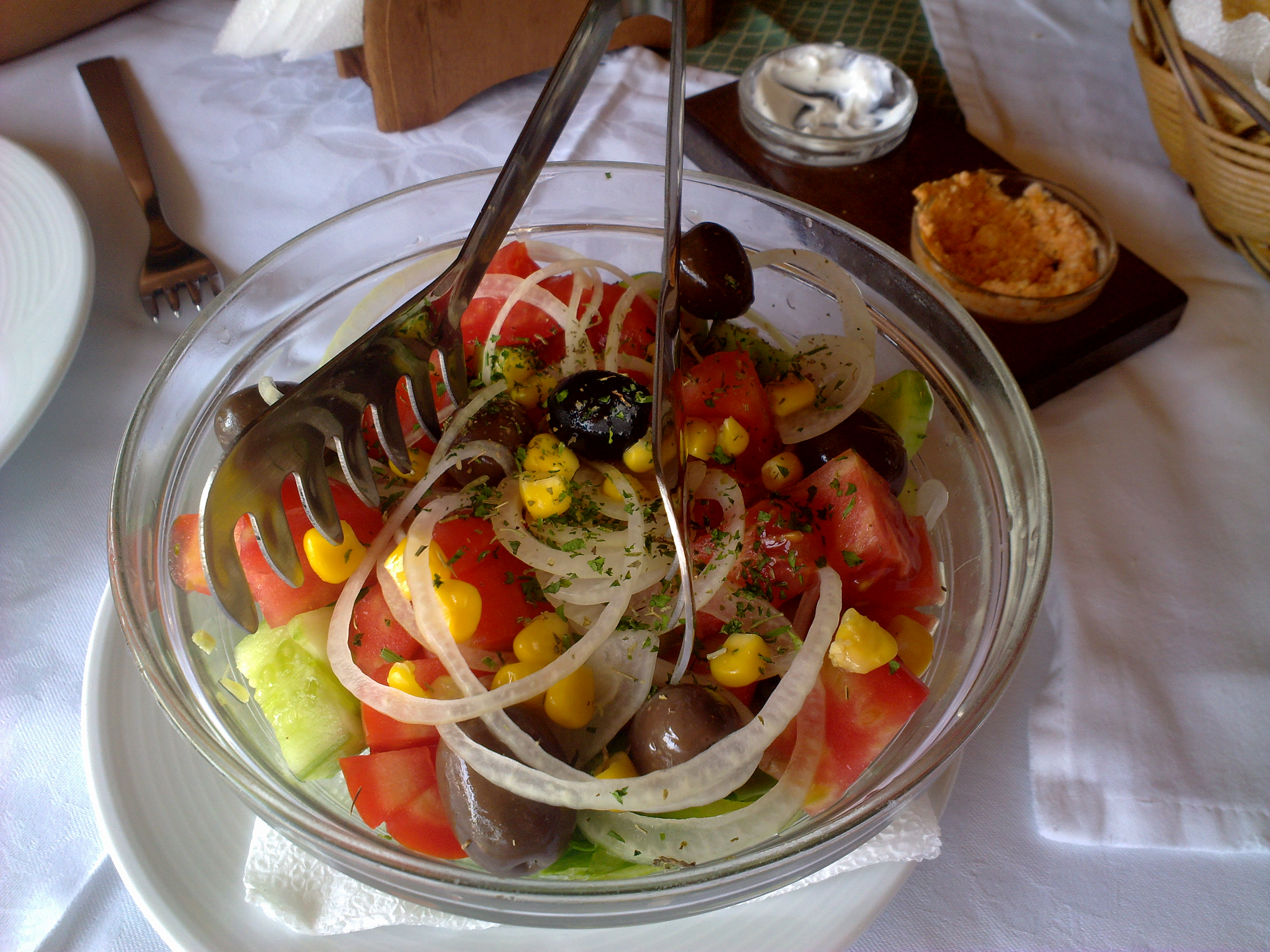
Una tipica insalata di verdure albanese.

Gli antipasti in Albania si chiamano meze. Antipasti popolari in Albania includono pane integrale o pane di mais, che rimane uno degli alimenti più importanti ed è sempre presente sulla tavola albanese. Quindi l'espressione tipica albanese per "andare a mangiare un pasto" (albanese: për të ngrënë bukë ) può essere letteralmente tradotta come "andare a mangiare il pane". In Albania, il pane fa parte della cultura dell’ospitalità albanese come dice l’espressione: "pane, sale e cuore" (bukë, kripë e zemër).
Le insalate di verdure sono quasi servite insieme a pranzo e cena, che nella maggior parte dei casi sono piatti a base di carne. Gli ingredienti che vengono utilizzati sempre nelle insalate sono peperoni verdi o rossi, cipolle, pomodori, olive e cetrioli.  Le insalate rappresentative della cucina albanese sono condite con sale, olio d'oliva o limone e aceto.

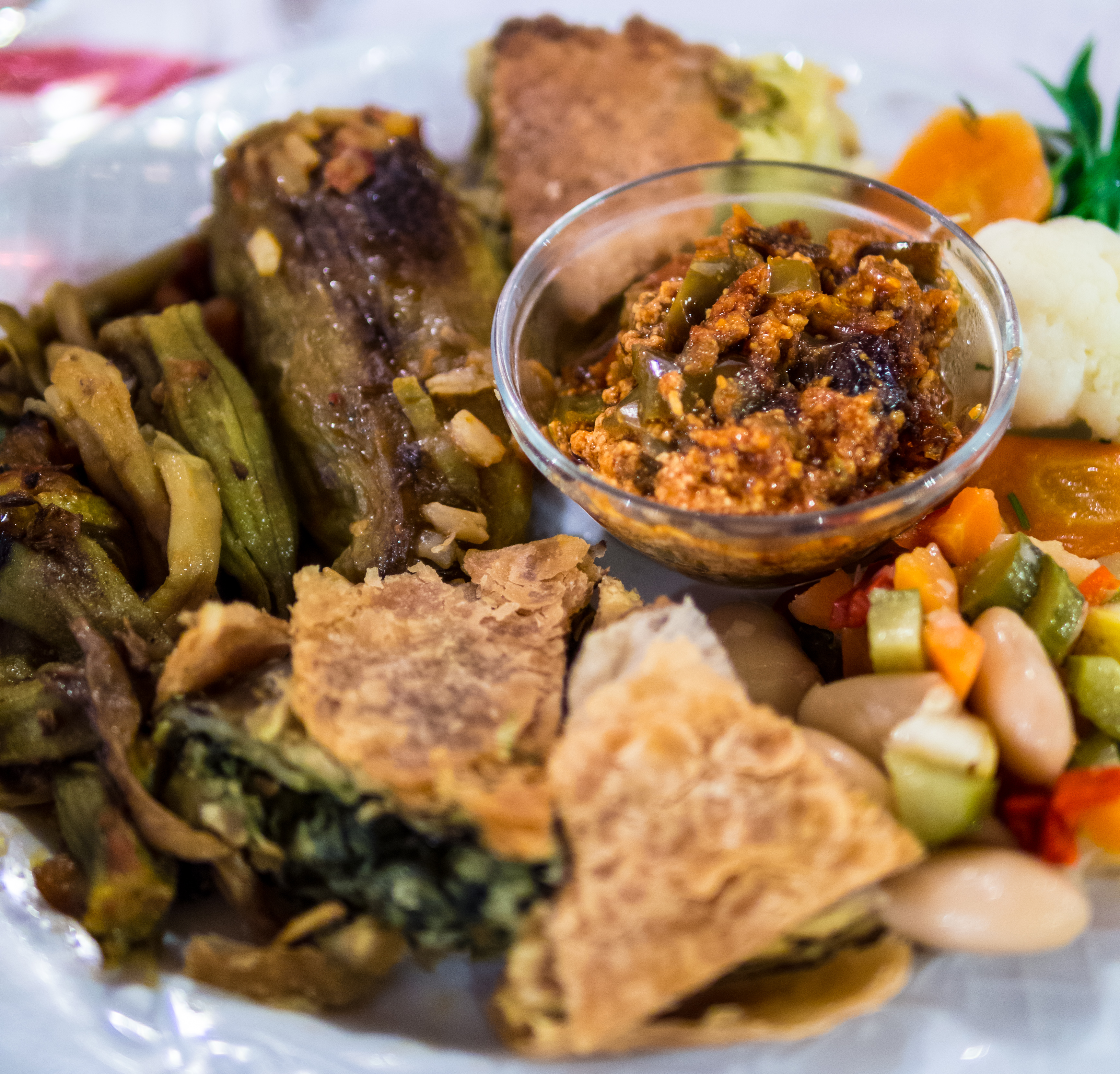
Speca të ferguara (peperoni fritti) serviti con Pite.

Una meze in stile albanese comprende insalate di verdure fresche e cotte, cetrioli sottaceto e altre verdure, uova sode, prosciutto crudo, salame e formaggio feta, accompagnato da peperoni arrostiti, olio d'oliva e aglio. Oggi, le interpretazioni moderne della meze albanese fondono la combinazione tradizionale e moderna di vari antipasti.
Fërgese, noto anche come Fërgese Tiranë, è un piatto vegetariano tradizionale e nazionale in Albania fatto di peperoni verdi e rossi, insieme a pomodori e cipolle spellati e spesso servito come contorno per vari piatti di carne.
Il Japrak è un piatto di verdure ripieno a base di foglie di vite, olio d'oliva e ripieno di riso, manzo grigliato e cipolle tritate e generalmente servito freddo con pane e tarator.

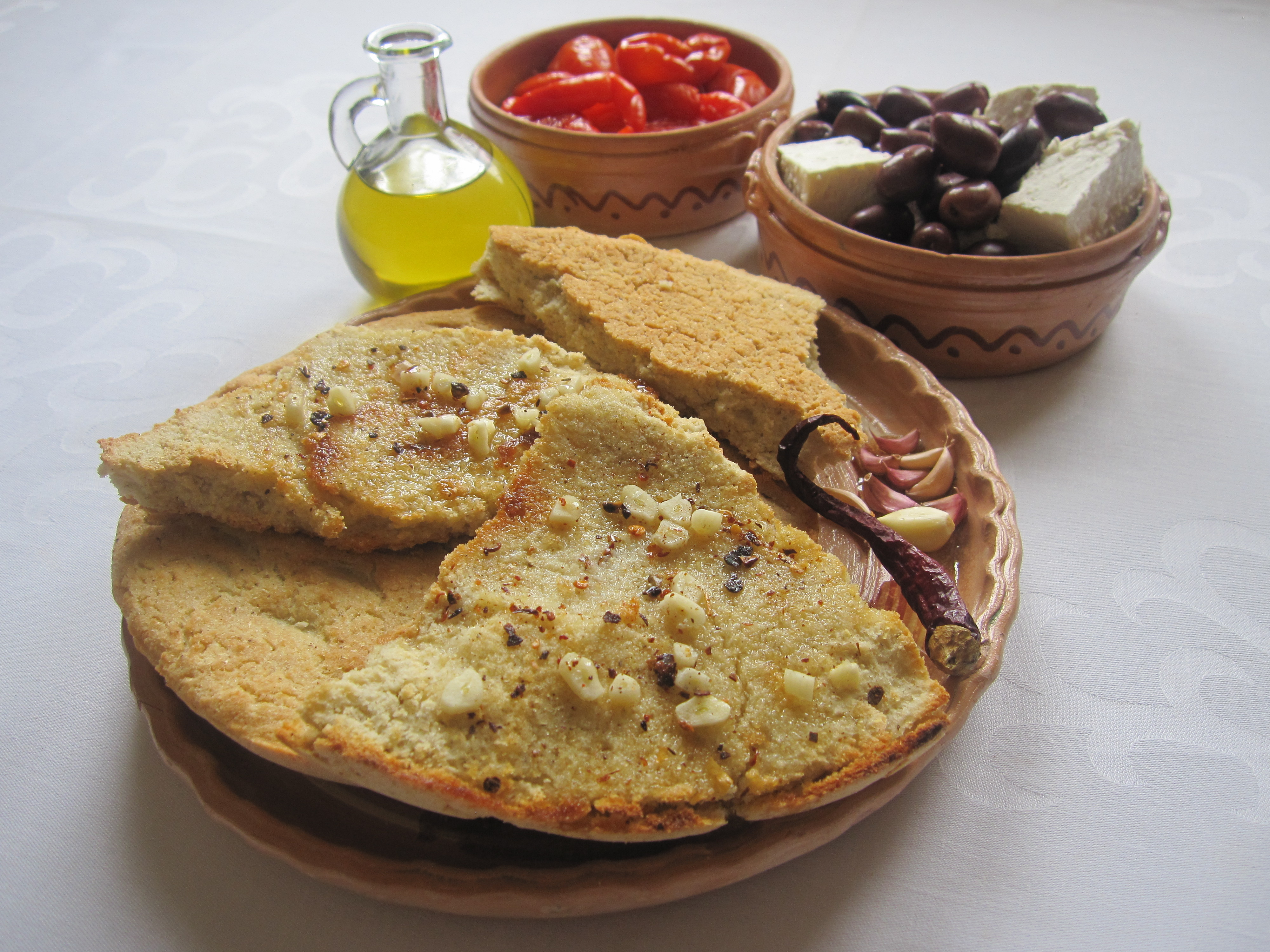
Bukë Misri (pane di mais)

Tarator è un antipasto freddo e di solito viene servito come contorno durante i caldi mesi estivi. Gli ingredienti del tarator includono cetriolo, aglio, olio d'oliva, sale e yogurt. Le verdure e i frutti di mare fritti e grigliati sono generalmente offerti con il tarator.
Alcune varietà di zuppe sono apprezzate, soprattutto in inverno. Le zuppe particolarmente popolari sono le zuppe di patate, cavoli, fagioli e carne o pesce. Come Tarhana, Groshët e Shqeto.

## Il pranzo
Il pranzo è tradizionalmente il più grande pasto della giornata per gli albanesi. Tutti in Albania si godono questa pausa pranzo, dai bambini delle scuole agli operai e ai funzionari del governo.  Tradizionalmente, le persone tornano a casa per pranzare con le loro famiglie, ma ora è comune pranzare con gruppi di amici in ristoranti o caffetterie. Il pranzo a volte consiste in  gjellë, un piatto principale di carne cotta lentamente con varie verdure, accompagnato da un'insalata di verdure fresche, come pomodori, cetrioli, peperoni verdi, cipolle e olive. Le insalate sono in genere servite con piatti di carne e sono condite con sale, olio vergine di oliva, aceto bianco o succo di limone. Durante il pranzo vengono consumate anche verdure e salsicce alla griglia o fritte e varie forme di frittate, accompagnate da caffè, tè, succhi di frutta e latte.

## La cena
La cena in Albania è il pasto più piccolo, spesso composto solo da una varietà di pane, carne, pesce fresco o frutti di mare, formaggio, uova e vari tipi di verdure, simili alla colazione, o possibilmente a sandwich.

## Ingredienti
Situata nell'Europa meridionale, nelle immediate vicinanze del Mar Mediterraneo, la cucina albanese offre una vasta gamma di frutta fresca, che cresce naturalmente nel fertile suolo albanese e sotto il caldo sole. Considerando di essere un paese agricolo, l'Albania è un importante importatore ed esportatore di frutta. Oltre agli agrumi, ciliegie, fragole, mirtilli e lamponi sono tra i frutti più coltivati. Molti albanesi tengono alberi da frutto nei loro cortili. La frutta fresca e secca viene consumata come snack e dessert.
I frutti tradizionalmente associati alla cucina albanese includono mela, uva, oliva, arancia, nettarina, mora, ciliegia, cachi, melograno, fichi, anguria, avocado, limone, pesca, prugna, fragole, lampone, gelso e corniolo.
Un'ampia varietà di verdure viene spesso utilizzata nella cucina albanese. A causa delle diverse condizioni climatiche e del suolo in tutta l'Albania, si possono trovare coltivazioni di cavoli, rape, barbabietole, fagioli, patate, porri e funghi in una ricca varietà. Vengono anche lavorate verdure secche o in salamoia, specialmente nelle regioni più secche o più fredde come nelle remote Alpi albanesi, dove le verdure fresche erano difficili da uscire dalla stagione. Le verdure particolarmente utilizzate includono cipolla, aglio, pomodoro, cetriolo, carota, pepe, spinaci, lattuga, foglie di vite, fagioli, melanzane e zucchine.

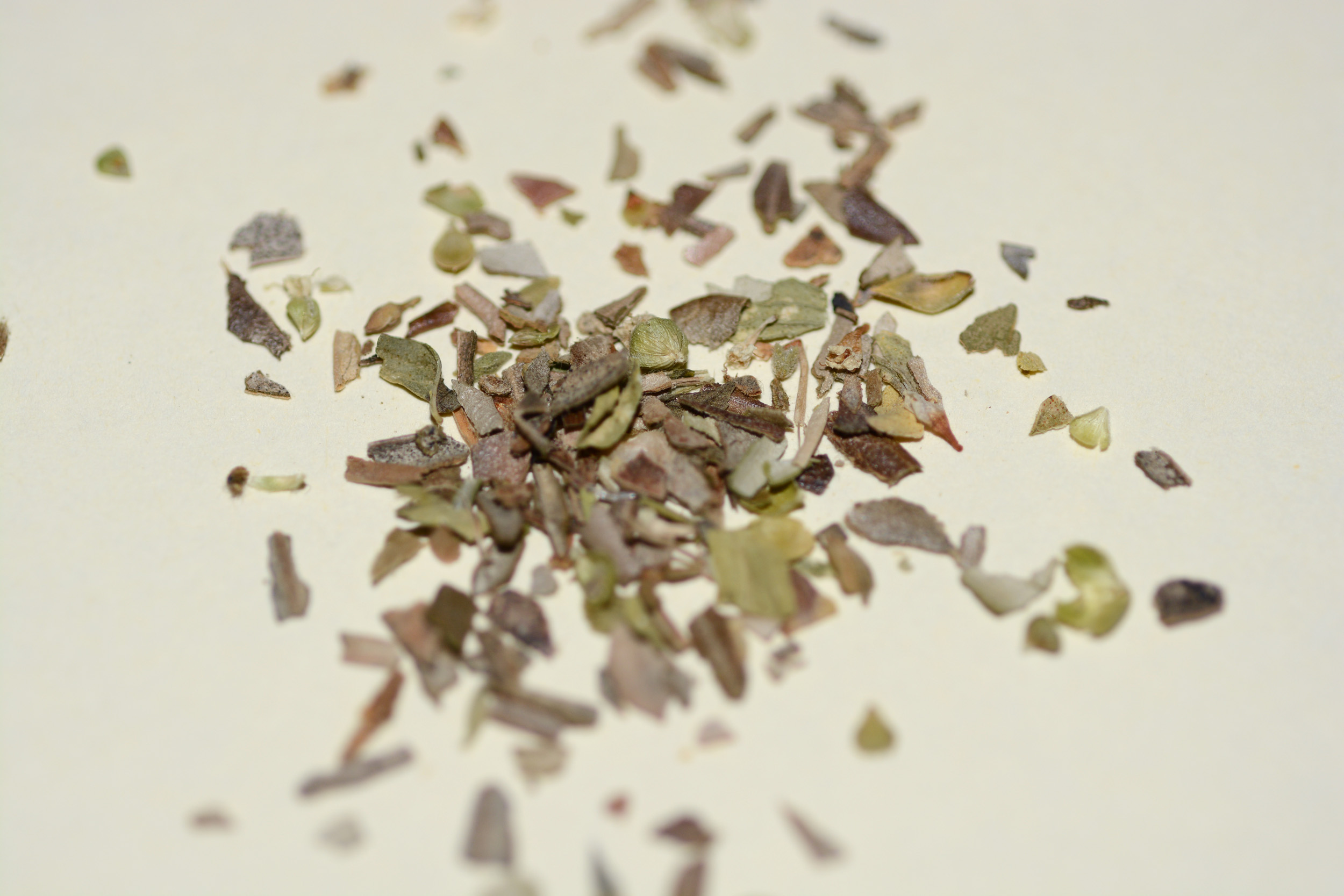
L'origano è tra le erbe più utilizzate nella cucina albanese.

Le erbe sono molto popolari. Un'ampia varietà è prontamente disponibile nei supermercati o negli stand di prodotti locali in tutto il paese. La vicinanza al Mar Mediterraneo e le condizioni climatiche ideali consentono la coltivazione di circa 250 piante aromatiche e medicinali.  L'Albania è tra i principali produttori ed esportatori di erbe nel mondo. Inoltre, il paese è un importante produttore mondiale di origano, timo, salvia, salvia, rosmarino e genziana gialla. Le erbe più usate e altri condimenti nella cucina albanese includono carciofo, basilico, peperoncino, cannella, coriandolo, lavanda, origano, menta piperita, rosmarino, timo, alloro, vaniglia, zafferano.

## Bevande

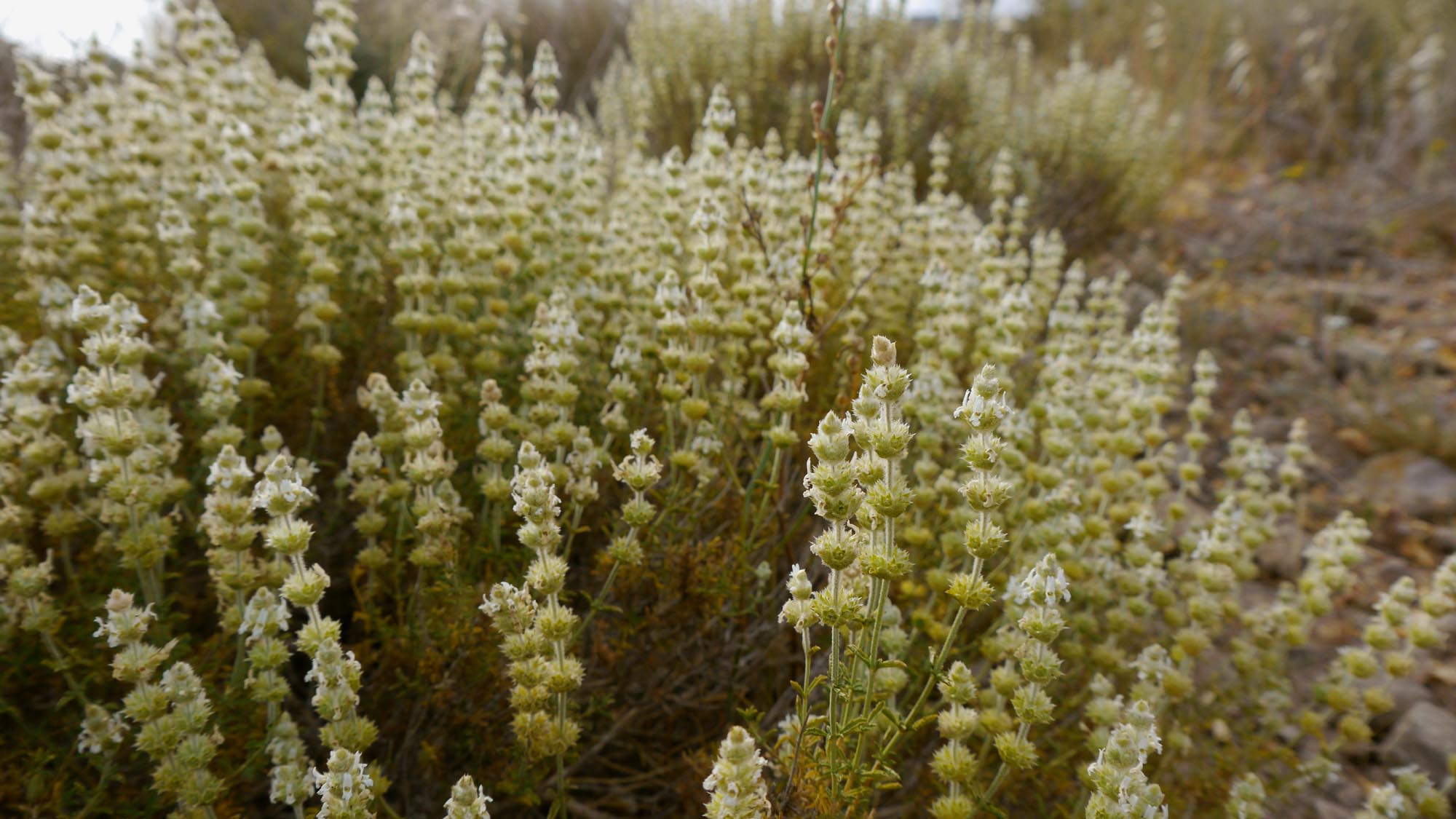
Il tè di montagna ha una lunga tradizione in Albania ed è il tè più popolare tra i locali.

Il tè è una bevanda ampiamente consumata in tutta l'Albania e particolarmente servita in bar, ristoranti o a casa.  Il paese è ricco nella coltivazione di una vasta gamma di erbe. Le varietà più popolari di tè che bevono in Albania includono il tè di montagna in stile albanese, che cresce nelle montagne e nei villaggi albanesi e il tè nero in stile russo e turco con zucchero nel tè con limone, latte o miele.
Il caffè è un'altra bevanda popolare in Albania, ma più particolarmente nelle città e nei villaggi. Esistono varie varietà di caffè popolari in Albania, tra cui caffè filtro e caffè istantaneo come espresso, cappuccino, macchiato, moka e latte. I bar e le caffetterie si trovano ovunque nelle aree urbane e fungono da luoghi di incontro per socializzare e condurre affari. Quasi tutti servono prodotti da forno e sandwich e molti servono anche pasti leggeri. Tirana è particolarmente nota per la sua cultura del caffè.

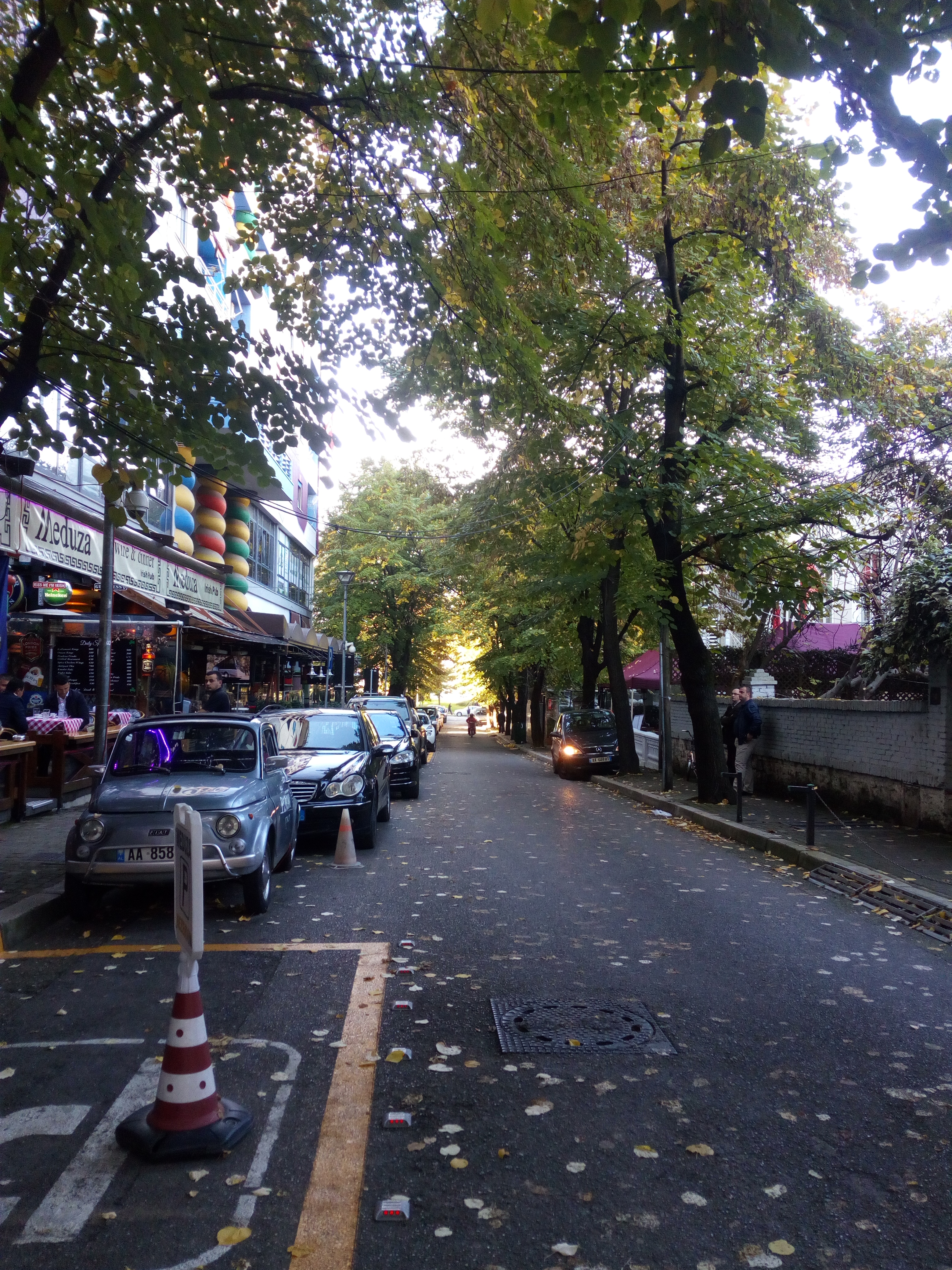
Caffetterie lungo la via Mustafa Matohiti vicino al quartiere Blloku nel centro di Tirana

Nel 2016, l'Albania ha superato la Spagna diventando il paese con il maggior numero di caffetterie pro capite al mondo. In effetti, ci sono 654 caffetterie per 100 000 abitanti in Albania, un paese di 3 milioni di abitanti.
Dhallë è una bevanda tradizionale e salutare a base di yogurt in Albania prodotta mescolando yogurt con acqua o latte e spezie. È particolarmente popolare durante il mese estivo e può essere servito con sale, a seconda dei gusti.
Boza, è una bevanda al malto a base di mais e grano che viene ampiamente consumata con i dessert in Albania.

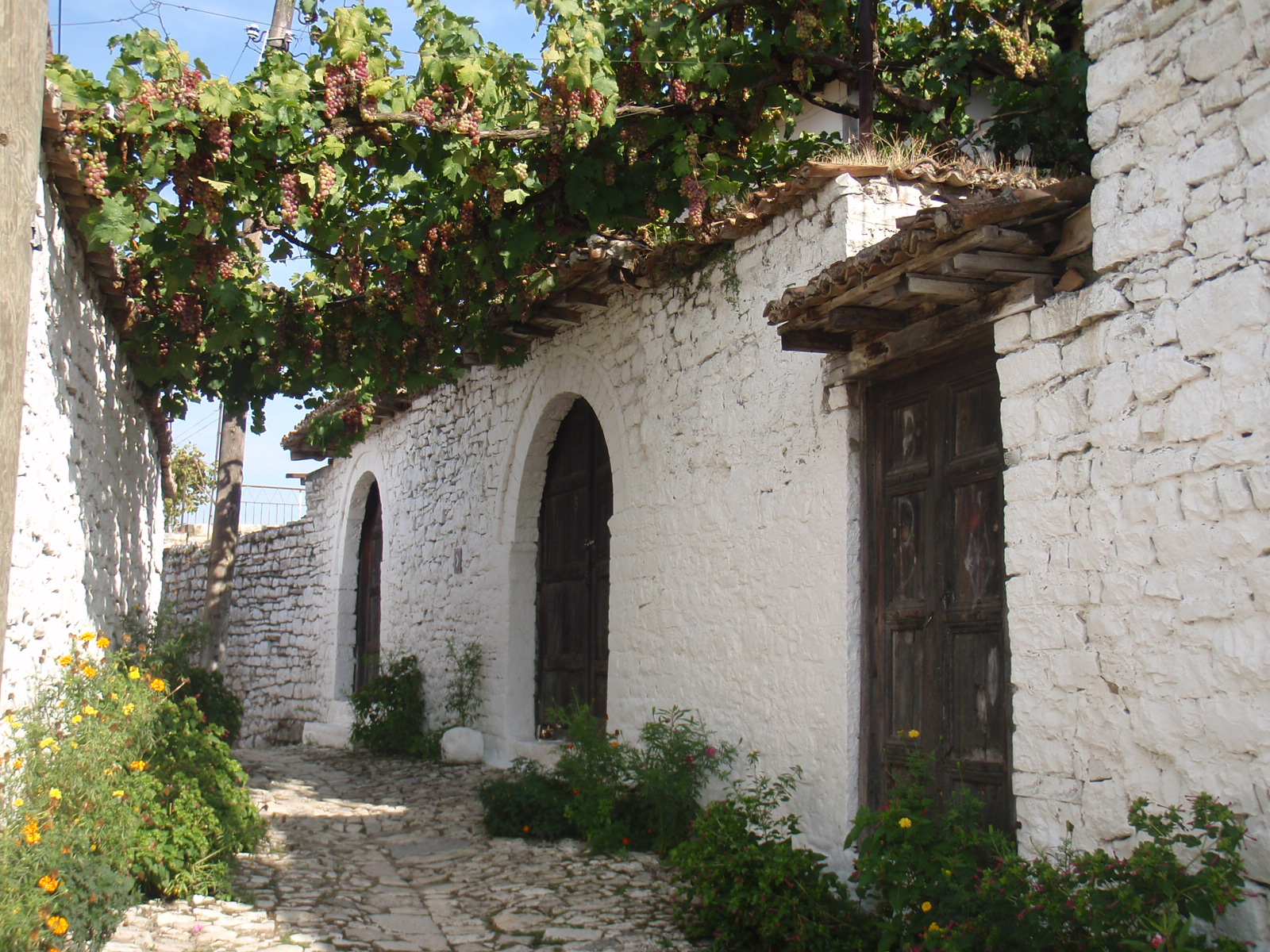
Uva a Berat. Il vino albanese è noto per le sue varietà locali e la sua dolcezza distinta

Rakı è il distillato più popolare in Albania. È considerata la bevanda alcolica nazionale del paese. I tipi più comuni di raki nel paese sono di uva, prugna o mora. Viene comunemente servito agli anziani ed è riscaldato e addolcito con miele o zucchero, con aggiunta di spezie. Anche se nel sud del paese, il  Raki rigoni è molto popolare tra la gente ed è fatto con origano bianco, che viene coltivato nella regione.
L'Albania è un paese che beve vino tradizionalmente. Il popolo albanese beve vino con moderazione e quasi sempre ai pasti o in occasioni sociali.  Gli albanesi bevono circa 5,83 litri di vino a persona all'anno, che è in aumento da quando la produzione albanese di vino di alta qualità cresce per soddisfare la domanda. Le origini della produzione di vino in Albania risalgono a 6000 anni fa.

## Dessert e dolci
Esiste una forte tradizione di cucina casalinga nel paese e le pasticcerie sono presenti in ogni città e villaggio in tutto il paese.  I dessert interamente albanesi sono costituiti principalmente da frutti, tradizionalmente, la frutta fresca viene spesso consumata dopo un pasto come dessert. Molti dei dessert e dolci sono ispirati dalla cultura sia occidentale che orientale.

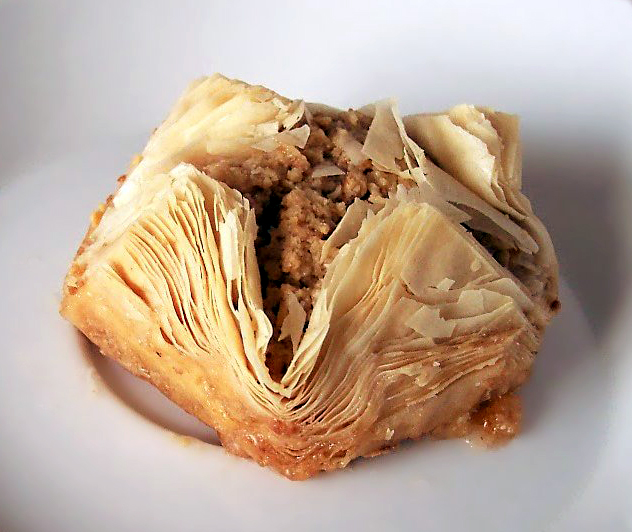
Baklava

Baklava è prodotta frequentemente in Albania, in particolare attorno ad alcune festività religiose di musulmani, cattolici e ortodossi. È preparato su grandi vassoi e tagliato in una varietà di forme. È fatto con nocciole o noci zuccherate con sciroppo.
La petulla è un impasto fritto tradizionale a base di farina di grano o grano saraceno, molto popolare tra gli albanesi e servito con zucchero a velo o formaggio feta e marmellata o miele.
Ballokume è un biscotto albanese, che ha avuto origine a Elbasan durante il Medioevo e preparato ogni anno il giorno d'estate, un giorno festivo nel paese. Deve essere preparato in grandi pentole di rame, ben montato con un cucchiaio di legno e cotto in un forno a legna.
Tollumba è un dolce fritto, croccante e dolce, tradizionalmente consumato nella penisola balcanica. Inoltre, è composto da pezzetti di pasta fritta, simili alle ciambelle, immersi in molto sciroppo di limone. L'impasto contiene amido e semola, che lo mantiene leggero e croccante.

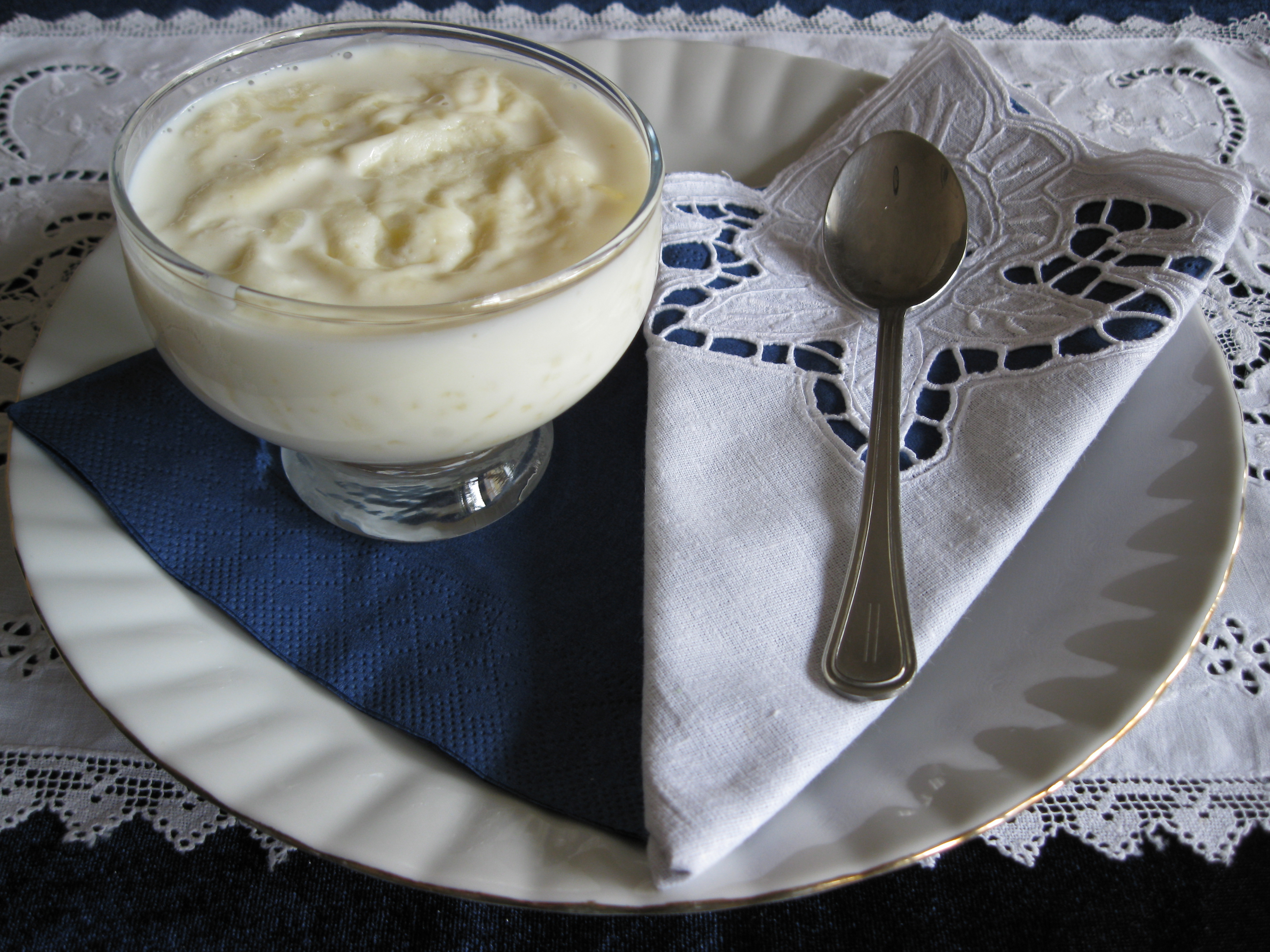
Tambëloriz

Tambëloriz, noto anche come sultjash, è un dolce popolare tra la popolazione albanese in tutto il mondo. È una specie di budino di riso a base di latte, riso, cannella e noci, si può aggiungere anche l'uvetta.
Kadaif è una pasta fatta con lunghi e sottili fili ripieni di noci o pistacchi e dolcificata con sciroppo, a volte viene servita insieme a baklava.
Kabuni è un dolce tradizionale albanese servito a freddo a base di riso fritto nel burro, brodo di montone, uvetta, sale e zucchero caramellato. Viene quindi bollito prima di aggiungere zucchero, cannella e chiodi di garofano macinati.
Trileçe è un adattamento albanese del tres leches. È un pan di spagna composto da latte di mucca, capra e bufali d'acqua. Secondo il giornale turco Hürriyet, l'Albania è stata la prima nazione a introdurre nella zona il dolce sudamericano. Si ritiene che la popolarità delle soap opera brasiliane in Albania abbia portato gli chef locali ad importare il dessert.

## Carne e pesce

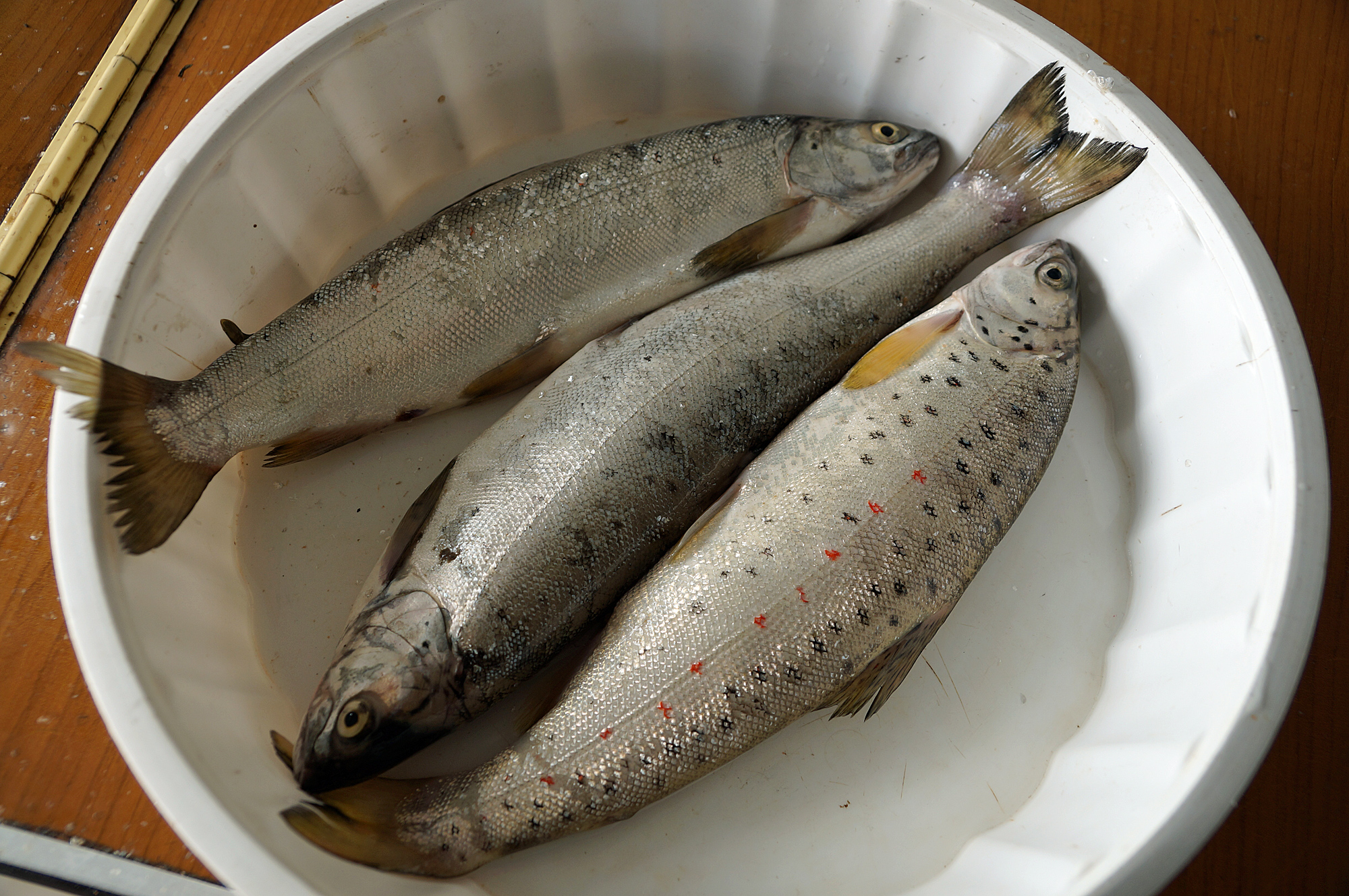
La trota di Ocrida è un'antica trota e si trova solo nel lago di Ocrida, uno dei laghi più antichi del mondo.

La cucina del paese è in gran parte a base di carne. Manzo e vitello sono le carni più comunemente consumate in Albania, seguite dalla carne di maiale.
L'Albania ha molti piccoli ristoranti specializzati in manzo, agnello, capra e vitello. In località ad alta quota, carne affumicata e conserve sott'aceto sono comuni.
Il pollame più comune consumato è il pollo e l'anatra. Il pollo è preparato in una moltitudine di modi, dal semplice arrosto al forno a elaborate casseruole con sughi. Anche se è un paese con un importante presenza islamica, gli albanesi musulmani non seguono particolarmente le leggi halal e le specialità a base di maiale vengono comunemente consumate.

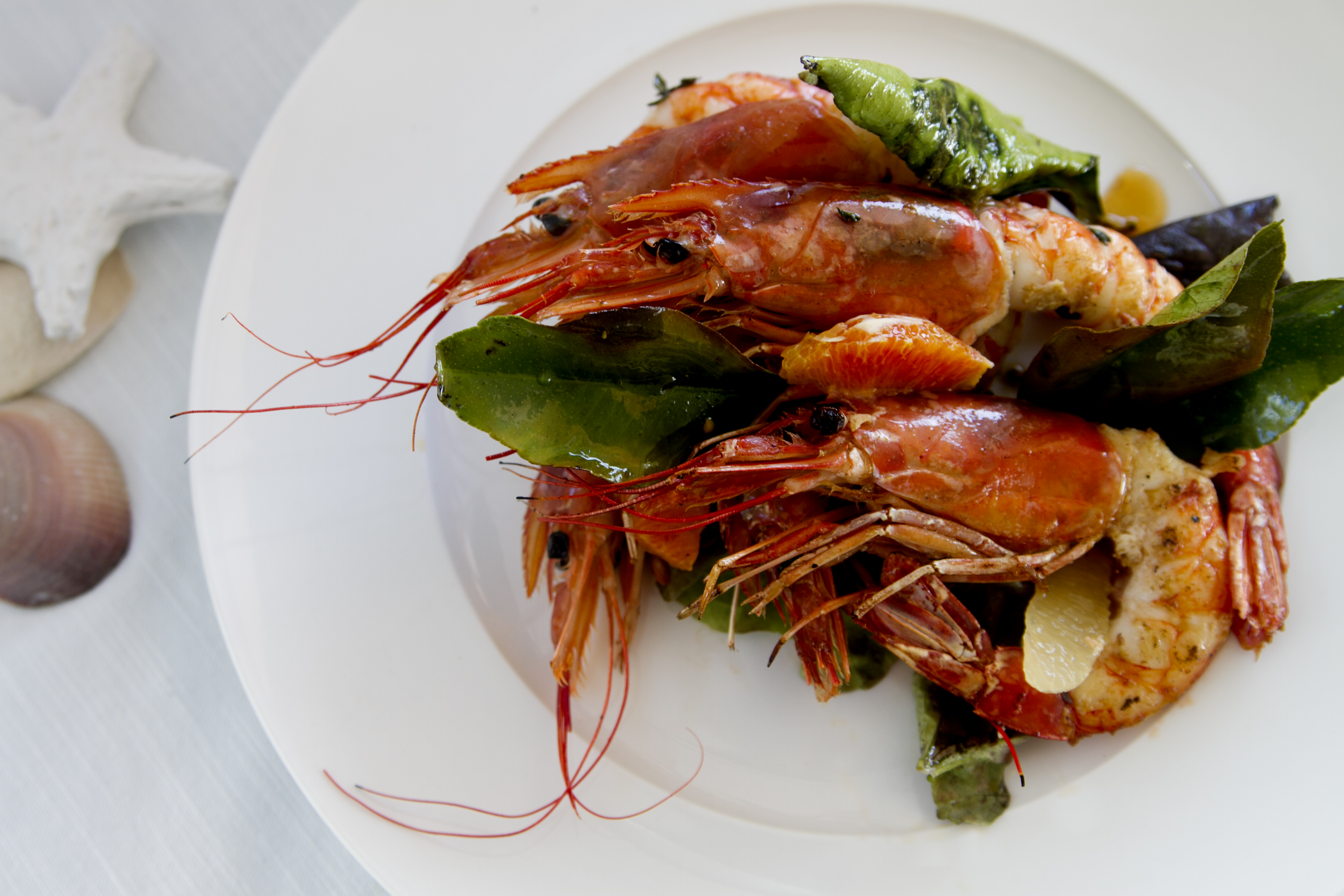
Gli Scampi sono popolari lungo la costa.

Il pesce fresco è prontamente disponibile e catturato al largo delle aree costiere dell'Adriatico e del Mar Ionio all'interno del Mar Mediterraneo, ma anche dal Lago di Butrinto, dal Lago di Scutari, dal Lago di Ocrida, dal Lago di Prespa e dalla Laguna di Karavasta, Laguna di Narta e Laguna di Patos. Il pesce fresco viene servito intero, in stile mediterraneo, grigliato, bollito, fritto intero o a fette, condito solo con succo di limone appena spremuto. I piatti di pesce sono spesso aromatizzati con aceto bianco e olio d'oliva vergine, che cresce soprattutto nel sud dell'Albania.
Gli albanesi che vivono nelle città costiere, in particolare a Durazzo, Saranda e Valona, sono appassionati delle loro specialità di pesce. Piatti di pesce popolari includono trota, calamari, polpi, seppie, triglie, branzini, orate e altro come merlano al forno, carpe, triglie o anguille con olio d'oliva e aglio sono ampiamente consumati nel paese.

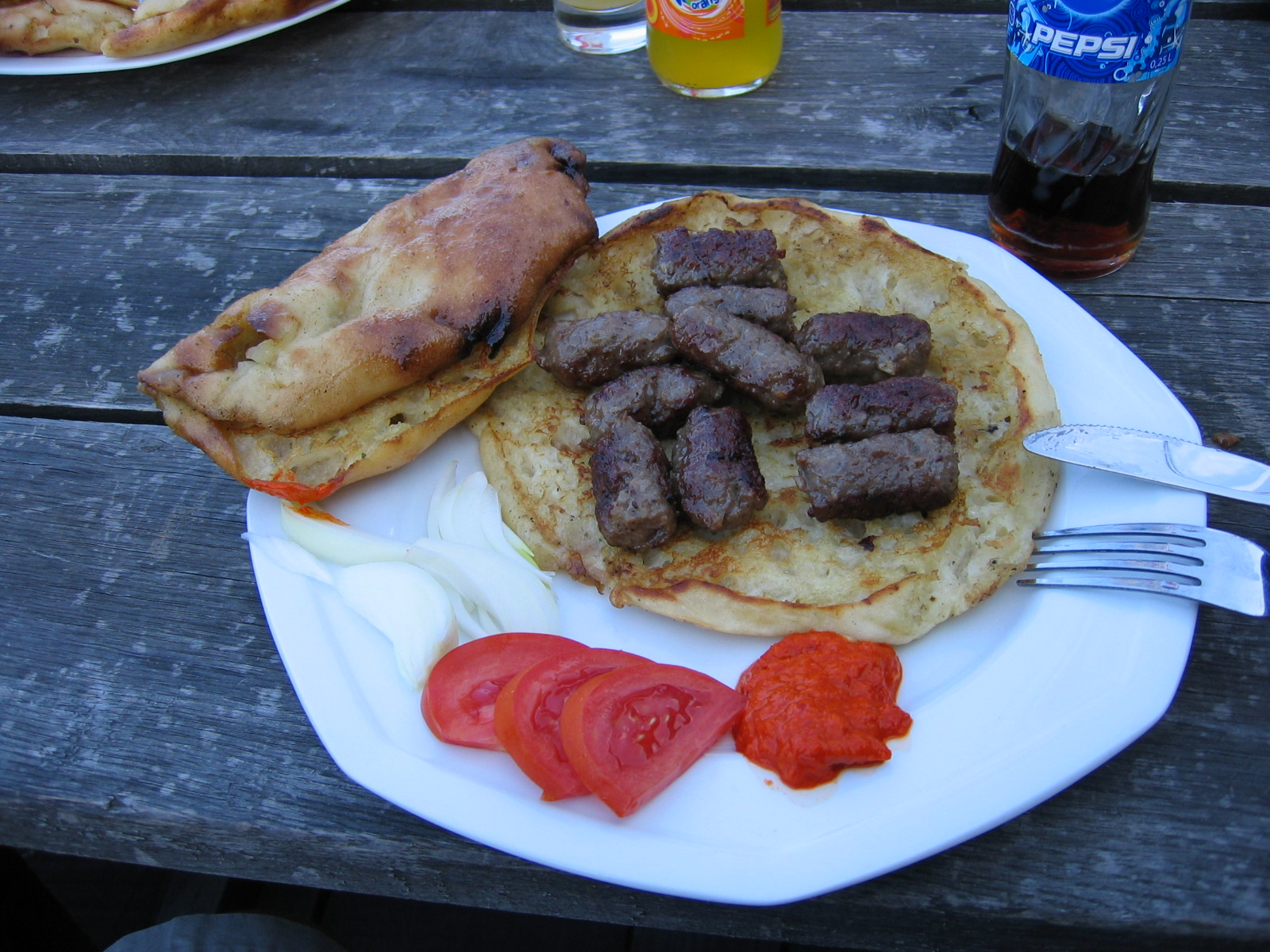
Un piatto di Qebapa.

Tavë Kosi è un piatto nazionale in Albania che è amato in tutto il paese. La specialità è un semplice piatto di agnello e riso al forno, servito con una salsa allo yogurt aromatizzata. Di recente, è diventato molto popolare tra i Greci e i Turchi associati alla grande diaspora albanese in Grecia e Turchia.
I Qebapa sono piccole salsicce di agnello o manzo alla griglia. Viene servito principalmente con cipolle, panna acida, ajvar e pane pita chiamato pitalka.

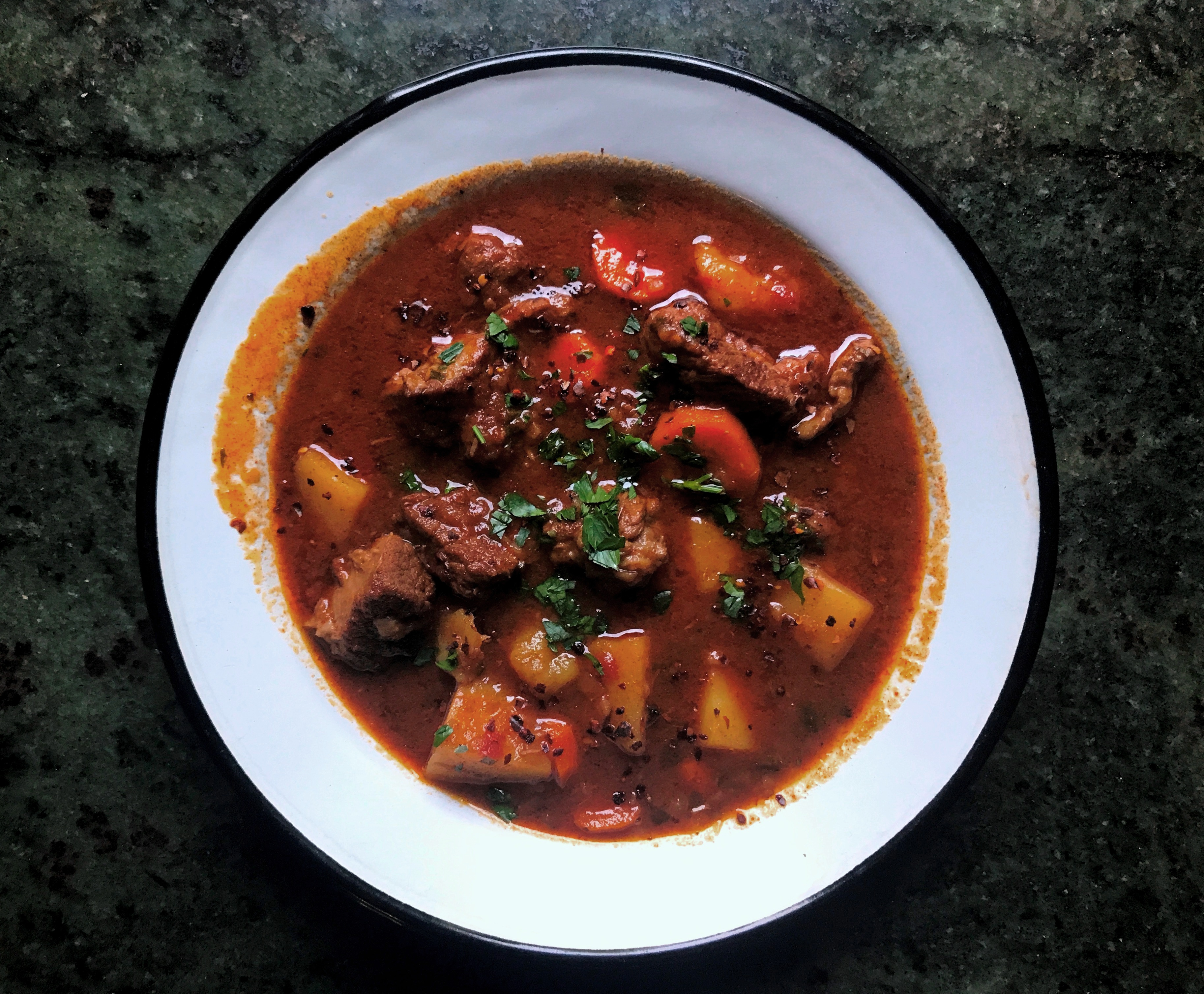
Un piatto di Gullash

Gullash, o tasqebap, viene in realtà mangiato molto frequentemente nelle zone montuose dell'Albania. È un tradizionale spezzatino di carne speziato alla paprika originario dell'Ungheria, popolare in tutta l'Europa centrale e nei Balcani.
Paçe è tradizionalmente comune in Albania. È fatto con una testa di pecora, di maiale o di qualsiasi bestiame, bollita fino a quando la carne si stacca facilmente. Viene quindi stufato con aglio, cipolla, pepe nero e aceto. A volte viene aggiunta una piccola farina per addensare lo stufato.
Le Qofte sono polpette fritte, che di solito sono fatte di carne macinata, erbe e spezie e cucinate con salsa di pomodoro e verdure o fagioli. In tutto il paese ci sono alcuni negozi specializzati chiamati Qofteri, che offrono qofte e birra.
Mimilige è piatto fatto di farina di mais che viene bollita in acqua con l'intestino di agnello, burro e formaggio. Questo piatto caldo può essere cotto, grigliato, fritto o cremoso. È un piatto molto importante nella regione della Labëria.

## Pite albanese
Le torte albanesi sono tra i piatti più caratteristici ed emblematici della cucina tradizionale. Possono essere dolci o salati. Pertanto, un pezzo di tale torta può servire come piatto principale di un pasto.
Il pite è considerato anche uno dei cibi nazionali dell'Albania e della maggior parte degli albanesi. Pite è una torta a base di pasta sfoglia fatta in casa con molti tipi diversi, il più comune dei quali è Pite me Spinaq (spinaci), Pite me Mish (carne) e Pite me Djath (formaggio). Diversi musicisti di fama internazionale del patrimonio albanese come Rita Ora, Dua Lipa e Action Bronson hanno diffuso la loro passione per questo piatto albanese.

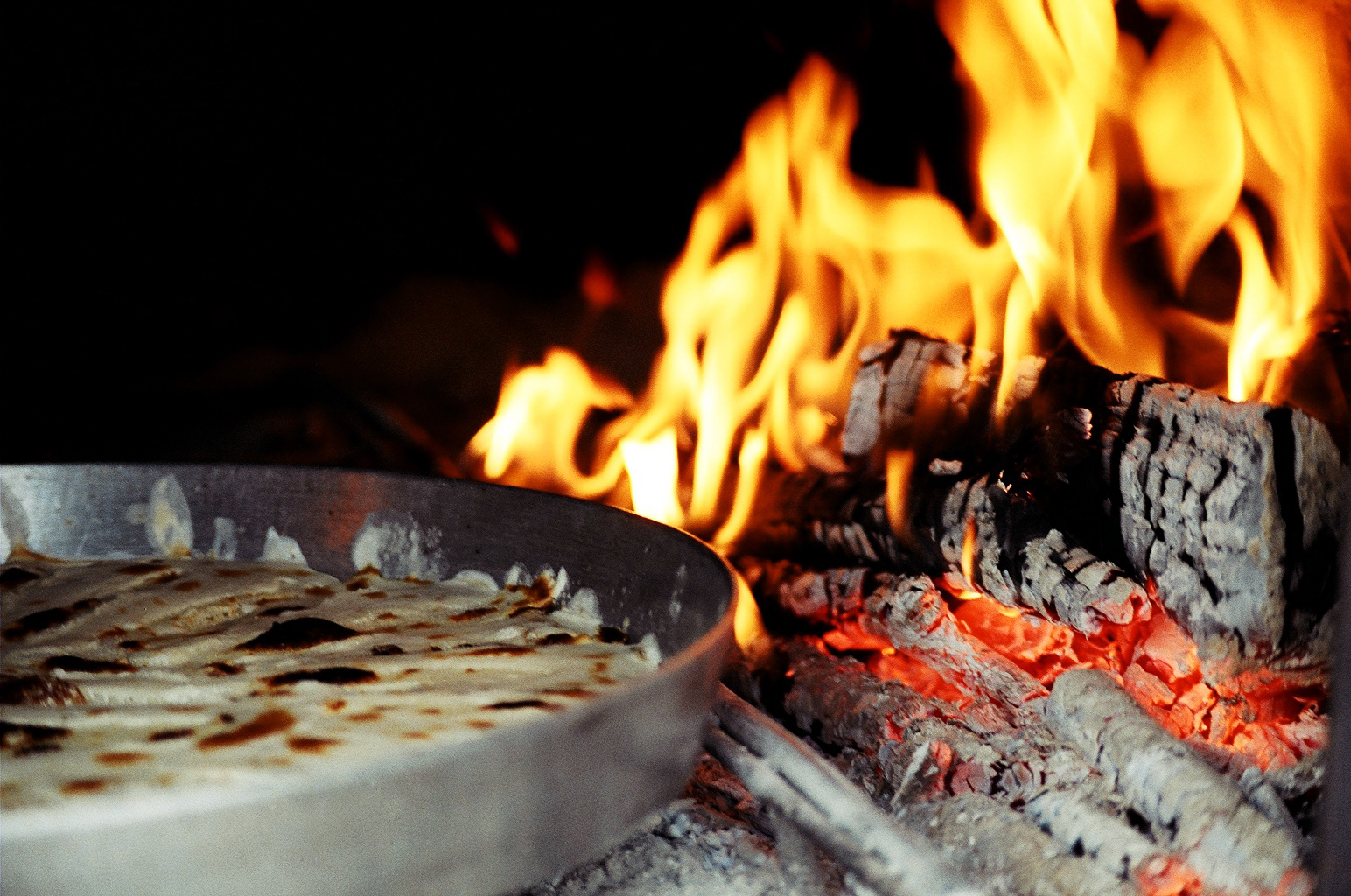
Flia

La flia è un tradizionale pancake a strati spazzolato con crema a base di ingredienti semplici e cotto lentamente per alcune ore. Viene spesso servito caldo, fresco e con verdure in salamoia, miele, yogurt o marmellata di frutta.
Bakllasarëm è una torta a strati, senza nulla all'interno, che viene coperta con yogurt e aglio e quindi riscaldata di nuovo. È particolarmente mangiato a pranzo. Un altro piatto popolare è il Kungullur, che è composto da strati di pasta sfoglia riempiti con purè di zucca, burro, sale o zucchero.
Altre torte degne di nota sono Byrek, Pepeq, Shaprak, Qollopita, Lakror.

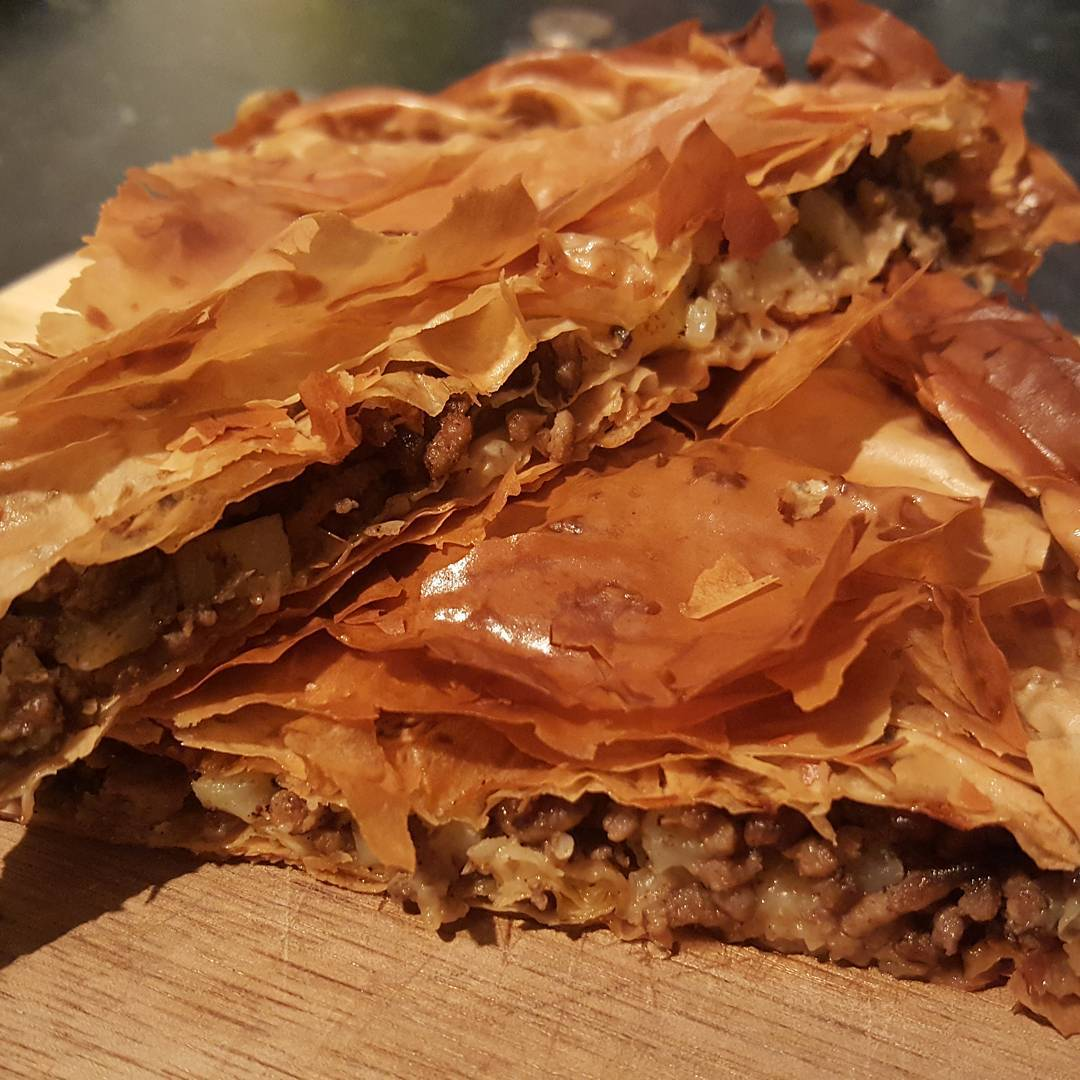
Pite me Mish o Byrek